# Hajjah

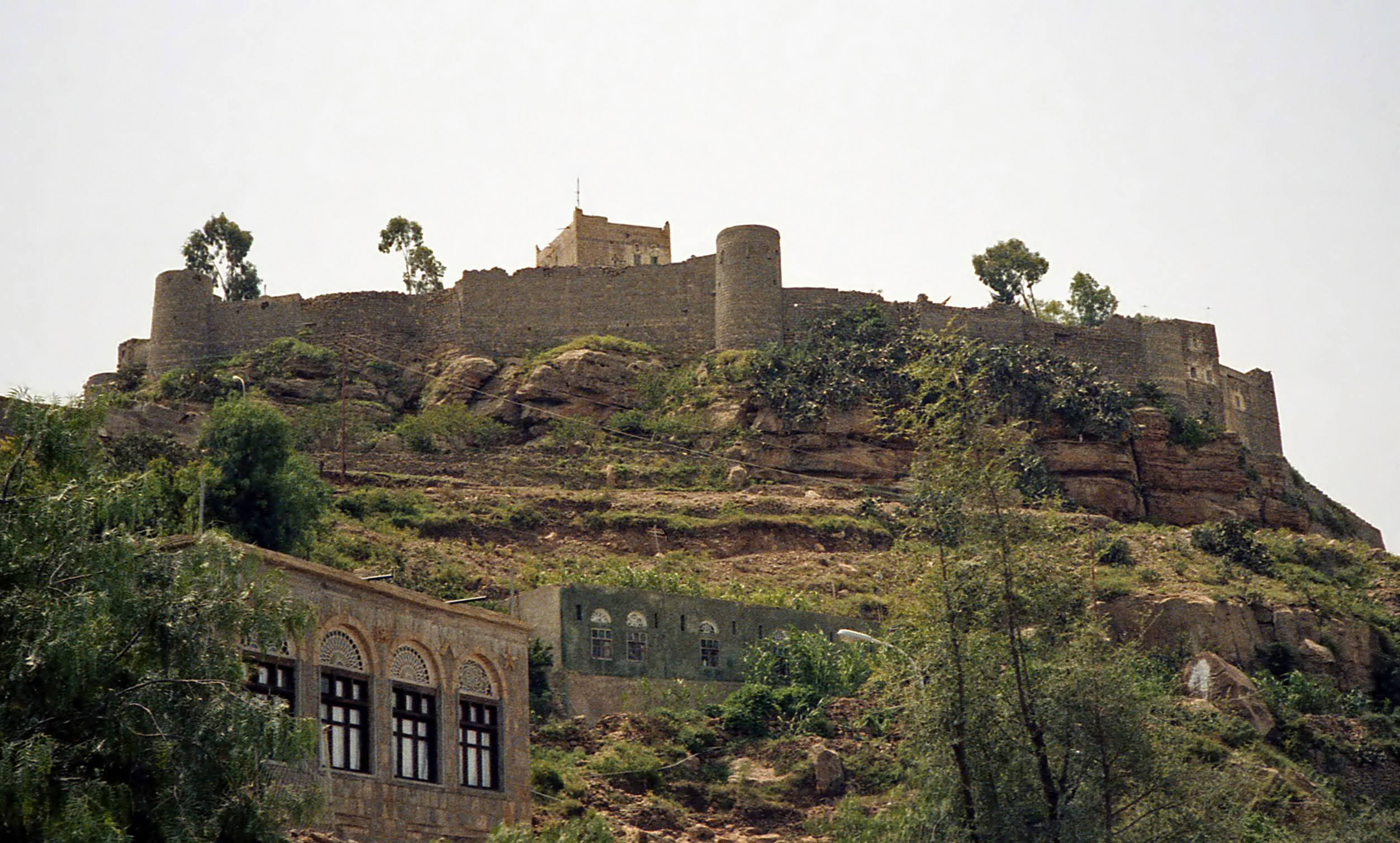
Forteresse de Hajjah

Hajjah (en arabe : حجة) est la capitale du Gouvernorat de Hajjah, au nord ouest du Yémen, à 127 km de Sana'a, et à une altitude de 1800 mètres.
En 2003, la population de la ville est de 53 887 habitants.